# Bad Blue Boys
Bad Blue Boys = Ustasa Youth (también conocidos por las siglas BBB) es un grupo ultra que apoya al club croata de fútbol GNK Dinamo Zagreb. Fueron fundados originalmente el 17 de marzo de 1986 en Split, Croacia. Se dice que el nombre del grupo se inspiró en la película de 1983 protagonizada por Sean Penn, Bad Boys. Su mascota es un bulldog y su himno oficial es «Dinamo ja volim», de la banda pop croata Pips, Chips & Videoclips. En los partidos de casa en el Estadio Maksimir del Dinamo Zagreb, los Bad Blue Boys se encontraban detrás la portería en la tribuna norte.

## Historia
Los Bad Blue Boys fueron fundados originalmente el 17 de marzo de 1986 en Split, Croacia con miembros de diferentes zonas de Zagreb después de disputar un partido contra el Hajduk Split —el gran rival del Dinamo—.
El periodista de Zagreb, Andrej Krickovič, sostuvo que Bad Blue Boys estaba en la vanguardia del movimiento nacionalista en el país en 1990 y que habían ofrecido su apoyo a Franjo Tuđman en las primeras elecciones de Croacia. Saša Podgorelec, un director de Zagreb que hizo un documental sobre los Bad Blue Boys, declaró que eran «conscientes de su propia identidad y lo suficientemente valientes como para expresar sus deseos de independencia de Croacia cuando otros estaban demasiado asustados para decir eso». Más adelante, BBB se volvió contra Franjo Tuđman, quien cambió el nombre del Dinamo por el de Croatia Zagreb, ya que el nombre de Dinamo tenía connotaciones de la Yugoslavia comunista, algo que los ultras lo vieron como una traición a la historia del club.
El 13 de mayo de 1990 protagonizaron una batalla campal con los Delije del Estrella Roja de Belgrado que implicó a jugadores y policía y que tuvo graves consecuencias políticas.

## Lecturas relacionadas
- Kuper, Simon (1994). «20: The President and the Bad Blue Boys». Football Against The Enemy (en inglés). Orion. ISBN 978-1409137856.

- Datos: Q1287316
- Multimedia: Bad Blue Boys / Q1287316